# كيندلتون
كيندلتون (بالإنجليزية: Kendleton, Texas)‏ هي مدينة تقع بولاية تكساس في شمال شرق الولايات المتحدة. تبلغ مساحة هذه المدينة 2.8 (كم²)، وترتفع عن سطح البحر 29 م، بلغ عدد سكانها 466 نسمة في عام 2000 حسب إحصاء مكتب تعداد الولايات المتحدة وتصل الكثافة السكانية فيها 169.1 نسمة/كم2.

## التركيبة السكانية
حدّد مكتب تعداد الولايات المتحدة بيانات التركيبة السكانية لكيندلتون في تعداد الولايات المتحدة. في ما يلي، التركيبة السكانية حسب تعدادي 2000 و2010.

### تعداد عام 2000
بلغ عدد سكان كيندلتون 466 نسمة بحسب تعداد عام 2000، وبلغ عدد الأسر 178 أسرة وعدد العائلات 117 عائلة مقيمة في المدينة. في حين سجلت الكثافة السكانية 162.9 نسمة لكل كيلومتر مربع (421.9/ميل2). وبلغ عدد الوحدات السكنية 209 وحدة بمتوسط كثافة قدره 73.1 لكل كيلومتر مربع (189.3/ميل2).
وتوزع التركيب العرقي للمدينة بنسبة 12.45% من البيض و78.97% من الأمريكيين الأفارقة و0.21% من سكان جزر المحيط الهادئ و5.15% من الأعراق الأخرى و3.22% من عرقين مختلطين أو أكثر و15.24% من الهسبانيون أو اللاتينيون من أي عرق.
بلغ عدد الأسر 178 أسرة كانت نسبة 36.5% منها لديها أطفال تحت سن الثامنة عشر تعيش معهم، وبلغت نسبة الأزواج القاطنين مع بعضهم البعض 38.8% من أصل المجموع الكلي للأسر، ونسبة 21.9% من الأسر كان لديها معيلات من الإناث دون وجود شريك،  بينما كانت نسبة 5.1% من الأسر لديها معيلون من الذكور دون وجود شريكة وكانت نسبة 34.3% من غير العائلات. تألفت نسبة 33.1% من أصل جميع الأسر من عدة أفراد يعيشون في نفس المنزل ونسبة 14% كانت تتألف من شخص يعيش بمفرده يبلغ من العمر 65 عاماً أو أكثر. وبلغ متوسط حجم الأسرة المعيشية 2.62، أما متوسط حجم العائلات فبلغ 3.27.
بلغ العمر الوسطي للسكان 34.9 عاماً. وكانت نسبة 29.4% من القاطنين تحت سن الثامنة عشر، وكانت نسبة 8.8% بين الثامنة عشر والرابعة والعشرين عاماً، ونسبة 26% كانت واقعةً في الفئة العمرية ما بين الخامسة والعشرين والرابعة والأربعين عاماً، ونسبة 23.4% كانت ما بين الخامسة والأربعين والرابعة والستين، ونسبة 12.4% كانت ضمن فئة الخامسة والستين عاماً فما فوق. يوجد لكل 100 أنثى 77.9 ذكر، ويوجد لكل 100 أنثى في الثامنة عشر من عمرها فما فوق 72.3 ذكر.
بلغ متوسط دخل الأسرة في المدينة 21,563 دولارًا، أما متوسط دخل العائلة فبلغ 35,795 دولارًا. وكان متوسط دخل الذكور 34,167 دولارًا مقابل 21,964 دولارًا للإناث. وسجل دخل الفرد الخاص بالمدينة 12,196 دولارًا. وكانت نسبة 14.6% من العائلات ونسبة 19.5% من السكان تحت خط الفقر، وكان من هؤلاء نسبة 14.7% تحت سن الثامنة عشر ونسبة 28.6% في الخامسة والستين من العمر وما فوق.

### تعداد عام 2010
بلغ عدد سكان كيندلتون 380 نسمة بحسب تعداد عام 2010، وبلغ عدد الأسر 158 أسرة وعدد العائلات 105 عائلة مقيمة في المدينة. في حين سجلت الكثافة السكانية 132.9 نسمة لكل كيلومتر مربع (344.2/ميل2). وبلغ عدد الوحدات السكنية 199 وحدة بمتوسط كثافة قدره 69.6 لكل كيلومتر مربع (180.3/ميل2).
وتوزع التركيب العرقي للمدينة بنسبة 10% من البيض و83.16% من الأمريكيين الأفارقة و0.53% من سكان جزر المحيط الهادئ و5% من الأعراق الأخرى و1.32% من عرقين مختلطين أو أكثر و12.11% من الهسبانيون أو اللاتينيون من أي عرق.
بلغ عدد الأسر 158 أسرة كانت نسبة 29.7% منها لديها أطفال تحت سن الثامنة عشر تعيش معهم، وبلغت نسبة الأزواج القاطنين مع بعضهم البعض 32.3% من أصل المجموع الكلي للأسر، ونسبة 32.3% من الأسر كان لديها معيلات من الإناث دون وجود شريك،  بينما كانت نسبة 1.9% من الأسر لديها معيلون من الذكور دون وجود شريكة وكانت نسبة 33.5% من غير العائلات. تألفت نسبة 31% من أصل جميع الأسر من عدة أفراد يعيشون في نفس المنزل ونسبة 10.8% كانت تتألف من شخص يعيش بمفرده يبلغ من العمر 65 عاماً أو أكثر. وبلغ متوسط حجم الأسرة المعيشية 2.41، أما متوسط حجم العائلات فبلغ 2.97.
بلغ العمر الوسطي للسكان 42.8 عاماً. وكانت نسبة 24.2% من القاطنين تحت سن الثامنة عشر، وكانت نسبة 7.1% بين الثامنة عشر والرابعة والعشرين عاماً، ونسبة 20.5% كانت واقعةً في الفئة العمرية ما بين الخامسة والعشرين والرابعة والأربعين عاماً، ونسبة 27.4% كانت ما بين الخامسة والأربعين والرابعة والستين، ونسبة 20.8% كانت ضمن فئة الخامسة والستين عاماً فما فوق. وتوزع التركيب الجنسي للسكان بنسبة 42.1% ذكور و57.9% إناث.

## معرض صور

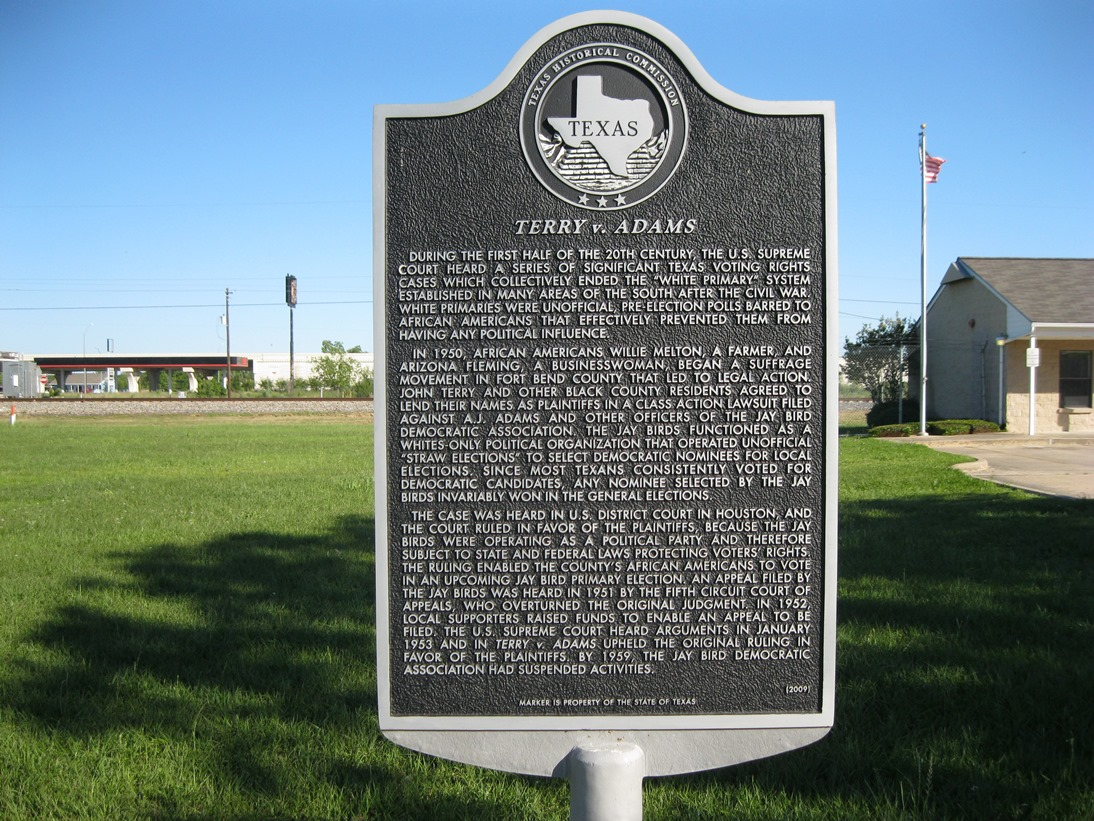
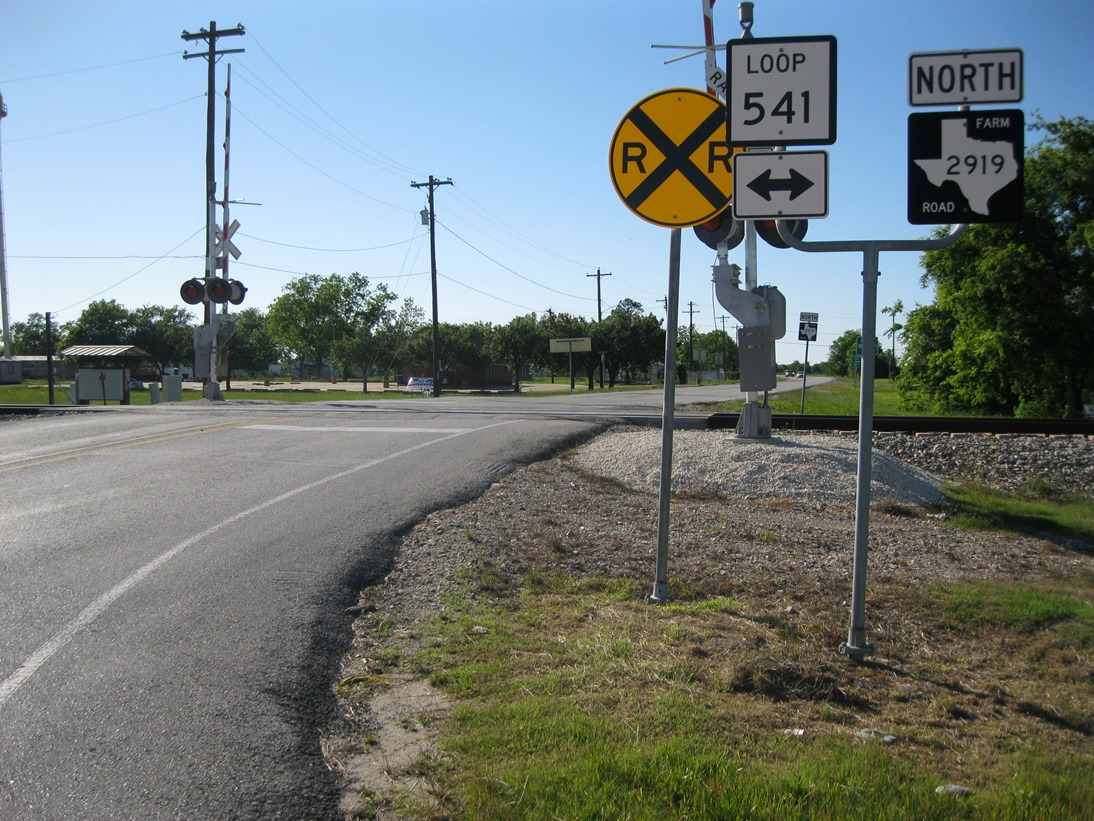
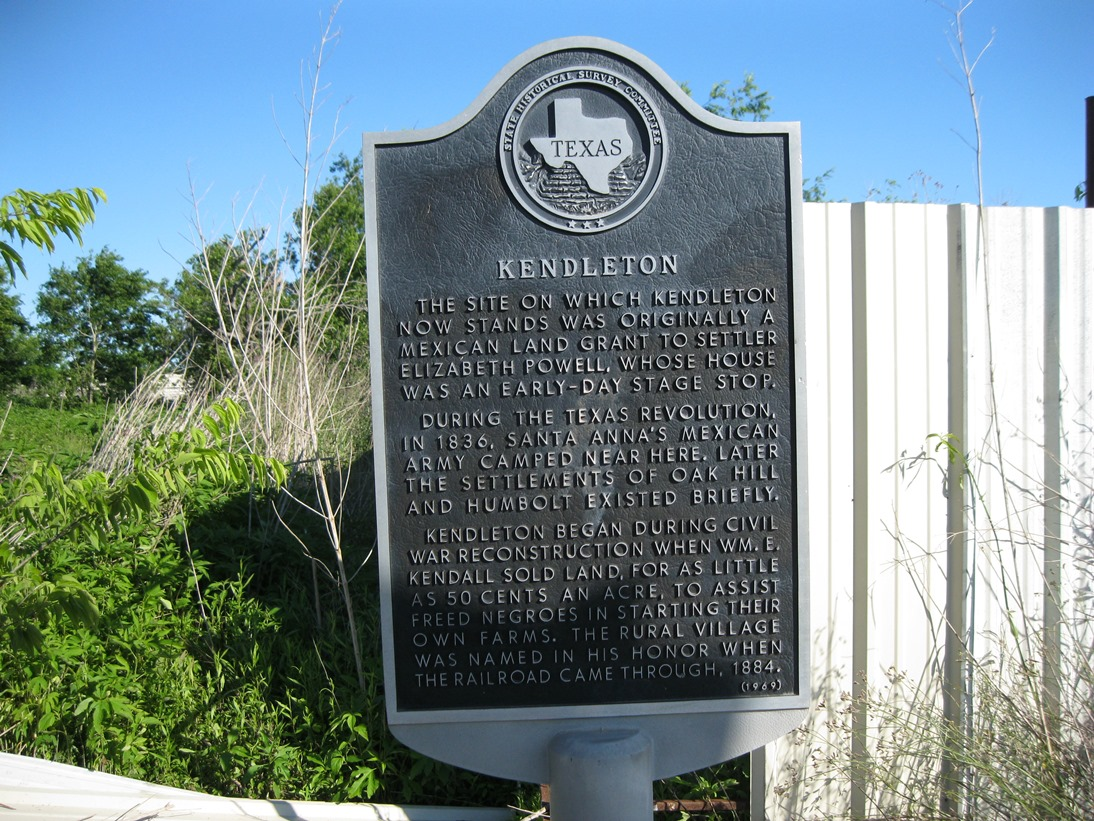
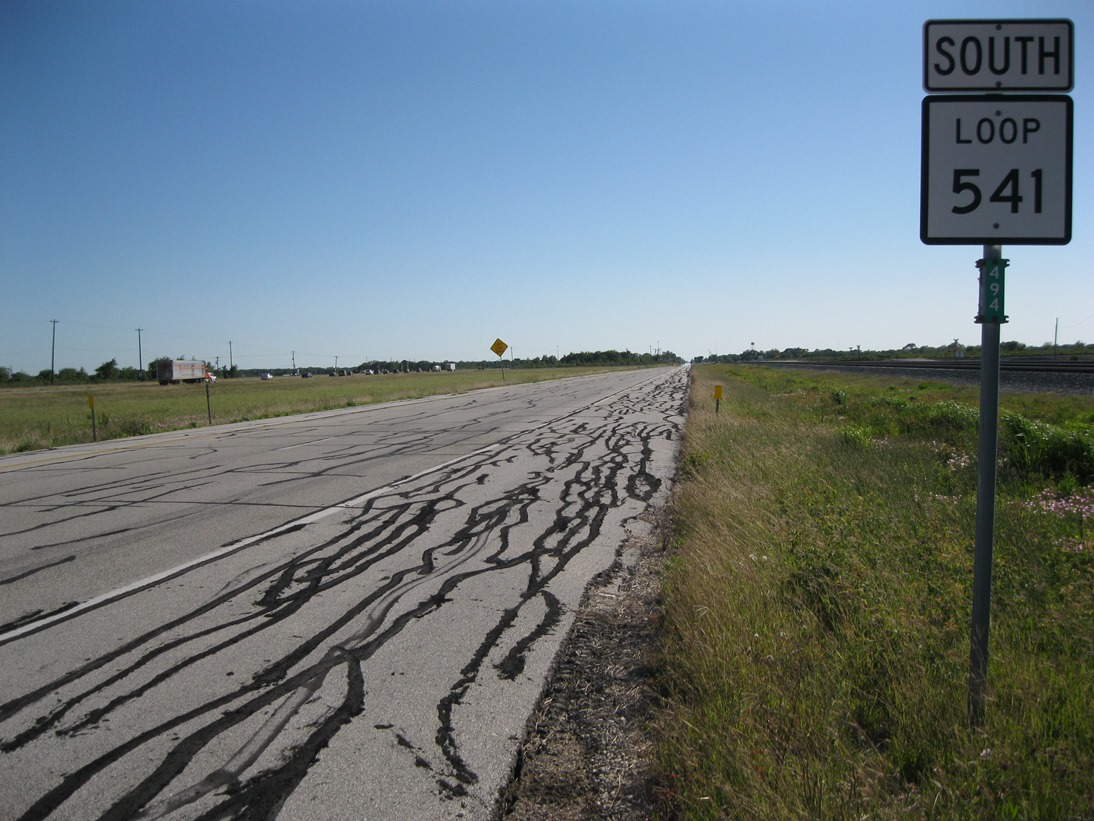
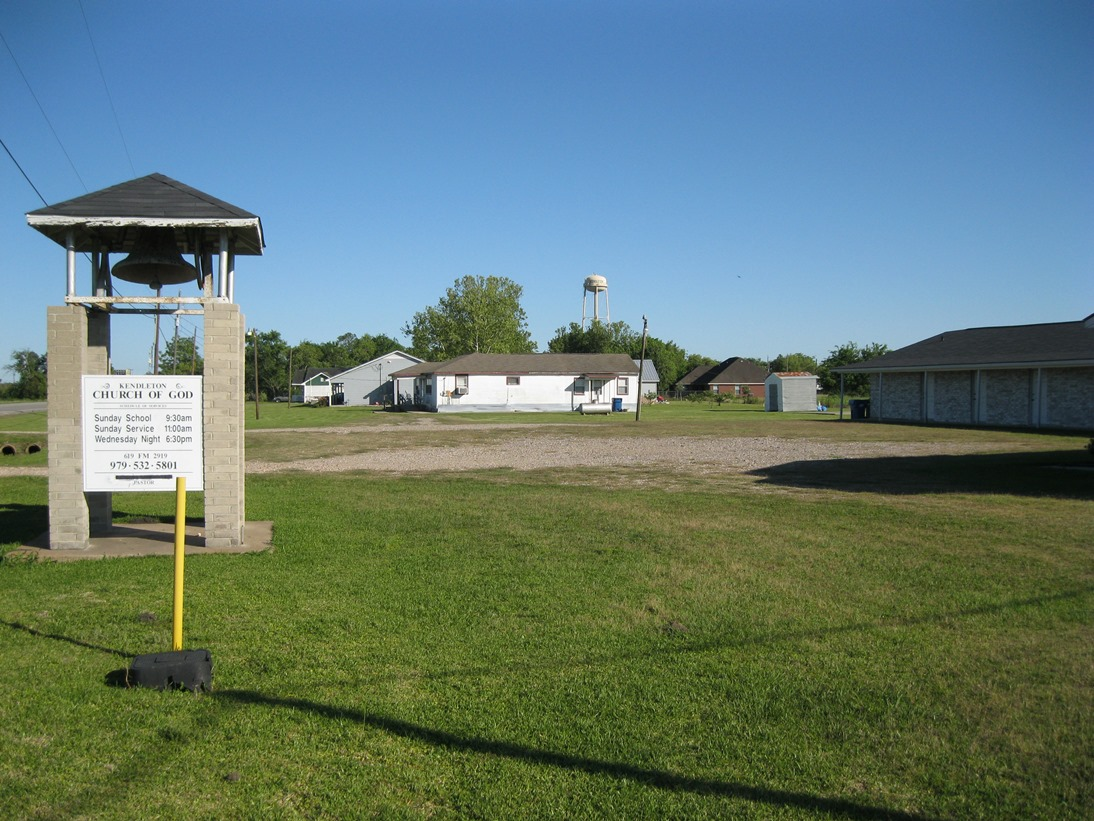

## أعلام
- بنجامين فرانكلين وليامز

## وصلات خارجية
- The US50 - Cities and Towns in Texas State